# Drago Bajc (pesnik)
Drago Baj(e)c - "Korl", slovenski pesnik, protifašist * 29. oktober 1904, Vipava, † 25. oktober 1928, Bilje.

## Življenje in delo
Drago Bajc, v nekaterih virih tudi Drago Bajec, se je rodil v kmečki družini. Osnovno šolo in gimnazijo je obiskoval v Kranju. Po maturi je moral odslužiti vojaški rok. Poslan je bil v vojaško kazensko enoto v Kalabrijo. Dan pred odsluženjem vojaškega roka so ga zaprli in poslali pred sodišče v Trst. Zaradi pomankanja dokazov je bil po 20 dneh preiskovalnega zapora izpuščen. Leta 1927 se je zaposlil pri goriškem delu uredništva lista Edinost. Po prihodu v Gorico se je jeseni 1927 vpisal na študij prava na Univerzo v Padovi in tja občasno hodil polagat izpite. Bil je tudi član organizacije TIGR. Jeseni 1928, v prvi polovici oktobra, se je iz Gorice pred fašistično policijo in aretacijo umaknil v Padovo, tudi z namenom, da bi se pripravil za nove izpite. Ker ga je fašistična oblast vztrajno iskala je bil opozorjen naj se umakne iz Padove in na skrivaj pride v Idrijo, od koder bi ilegalno odšel v Kraljevino SHS. Njegov pobeg ni uspel. Že v Padovi je težko zbolel (po vsej verjetnosti je bil zastrupljen). Klub temu se je podal na pot, prišel pa je le do Bilj, kjer je sredi deževne noči omagal. Pomagala ni nobena zdravniška pomoč. Podlegel je za pljučnico.
Nekaj njegovih prispevkov je bilo objavljenih v humorističnem listu Čuk na pal'ci. Za življenja pa je objavil le nekaj pesmi (Pesem Primorcev, V hramu in še nekatere druge), več jih je ostalo v rokopisu. Njegova pesem je rahlo otožna, včasih prepletena s pesimizmom, pretežno pa je to ljubezenska lirika. Dovolj pogosto pa se pojavlja tudi narodna misel, posebej še primorska uporna pesem. France Bevk je o njem zapisal, »da je bil še mlad, neprečiščen kot novo vino, ves kipeč, v njem sem videl bodočega pisatelja«.